# Eclipse (Brits platenlabel)
Eclipse was een Brits platenlabel uit de jaren 1930. Het was een van meerdere labels van de Crystalate Manufacturing Company, een fabrikant van producten vervaardigd van een soort plastic, crystalate, waaronder grammofoonplaten. In 1929 was de techniek zo ver, dat grotere, 8 inch-platen gemaakt konden worden met één minuut meer speeltijd. Op de platen werden twee nummers geperst, een op iedere kant, en dat was een nummer méér dan wat de concurrenten brachten. Ze waren ook goedkoper dan platen van andere labels. De firma leverde de platen onder het label Eclipse in een exclusieve deal enkel aan Woolworths, net zoals de onderneming dat al deed met platen onder de naam The Victory (in samenwerking met het label Vocalion). Op Eclipse kwamen liedjes, dansmuziek, marsmuziek en comedy uit, van zowel beroemde (onder een pseudoniem opgenomen) als beginnende artiesten. In het begin kwamen er ook platen uit die eerder op The Victory en Mimosa Records waren uitgebracht. Rond 1935 werden er jaarlijks miljoenen platen verkocht. Toen een manier werd gevonden om goedkoper platen te maken (van schellak) kwam de onderneming met een nieuw label om de verandering te onderstrepen: Crown Records. Dit betekende het einde van Eclipse.
Artiesten en gezelschappen die op Eclipse werden uitgebracht, waren onder andere het orkest van Jay Wilbur (onder de naam The Radio Syncopators), Albert Whelan, Leslie Sarony, Charles Penrose en Leslie Holmes.